# انحياز توفير الوقت
انحياز توفير الوقت أو تحيز توفير الوقت (بالإنجليزية: time-saving bias)‏ هو ميل الناس إلى سوء تقدير الوقت الذي يمكن توفيره (أو فقده) عند زيادة (أو نقص) سرعة الأداء. وبشكل عام، فإن الأشخاص يقللون من قيمة الوقت الذي يمكن توفيره عند الزيادة من سرعة منخفضة نسبيا (على سبيل المثال 40 كم / ساعة) والإفراط في تقدير الوقت الذي يمكن توفيره عند الزيادة من سرعة عالية نسبيا (على سبيل المثال 90 كم / ساعة).

## أمثلة
في إحدى الدراسات، طُلب من المشاركين الحكم على أي من خطتي تحسين الطرق ستكون أكثر كفاءة في تقليل متوسط وقت الرحلة. فضل المجيبون خطة من شأنها زيادة متوسط السرعة من 70 إلى 110 كم / ساعة أكثر من خطة من شأنها أن تزيد من متوسط السرعة من 30 إلى 40 كم / ساعة، على الرغم من أن الأخير يوفر في الواقع مزيدًا من الوقت.
في دراسة أخرى، طُلب من السائقين الإشارة إلى مقدار الوقت الذي يشعرون أنه يمكن توفيره عند الزيادة إما من سرعة منخفضة (30 ميلاً في الساعة) أو عالية (60 ميلاً في الساعة) (فولر وآخرون ، 2009). على سبيل المثال، طُرح السؤال التالي على المشاركين: «أنت تقود على طول الطريق المفتوح. كم من الوقت تشعر أنك ستكسبه إذا سافرت لمدة 10 أميال بسرعة 40 ميلاً في الساعة بدلاً من 30 ميلاً في الساعة؟». كان لسؤال آخر سرعة انطلاق أعلى (60 ميل في الساعة) وسؤالان آخران حول فقدان الوقت عند تقليل السرعة (من 30 أو 60 ميل في الساعة).
دعمت النتائج تنبؤات انحياز توفير الوقت حيث قلل المشاركون من الوقت الموفر عند الزيادة من سرعة منخفضة وبالغوا في تقدير الوقت الموفر عند الزيادة من سرعة عالية نسبيًا. بالإضافة إلى ذلك، أساء المشاركون تقدير الوقت الضائع عند تقليل السرعة، فقد قللوا عمومًا من الوقت الضائع عند التناقص من سرعة منخفضة وبالغوا في تقدير الوقت الضائع عند التناقص من سرعة عالية نسبيًا.

## التفسير
الصيغة المكتسبة  لحساب الوقت، عند زيادة السرعة هي:
{\displaystyle t=cD(v_{1}^{-1}-v_{2}^{-1})}
حيث (رمز) ثابت ويستخدم للتحويل بين وحدات القياس، t هو الوقت المُكتسب،  D هو المسافة المقطوعة، {\displaystyle v_{1}} و {\displaystyle v_{2}} هما السرعات الأصلية والمتزايدة ، على التوالي. توضح هذه الصيغة أن العلاقة بين زيادة السرعة ووقت الرحلة منحنية: زيادة مماثلة في السرعة ستؤدي إلى توفير وقت أكثر عند زيادة السرعة المنخفضة مقارنة بالسرعة الأعلى.
```
على سبيل المثال، عند زيادة من 20 إلى 30 ميل في الساعة، يقل الوقت اللازم لإكمال 10 أميال من 30 إلى 20 دقيقة، مما يوفر 10 دقائق. ومع ذلك، فإن زيادة السرعة نفسها البالغة 10 ميلاً في الساعة ستؤدي إلى توفير وقت أقل إذا كانت السرعة الأولية أعلى (على سبيل المثال، تُوفر دقيقتين فقط عند الزيادة من 50 ميلاً في الساعة إلى 60 ميلاً في الساعة). سيؤدي تغيير مسافة الرحلة من 10 أميال إلى مسافة أطول أو أقصر إلى زيادة أو تقليل توفير الوقت، لكنه لن يؤثر على العلاقة بين توفير السرعة والوقت.
```

اقترح سفينسون (Svens Svenson) أن أحكام الناس بشأن توفير الوقت تتبع فعليًا إرشادي نسبة، حيث يحكم الناس على الوقت الموفر مع زيادة نسبة السرعة من السرعة الأولية. كما اقترحت دراسة أخرى أن الناس قد يتبعون فرقًا بسيطًا في مجريات الأمور، حيث يحكمون على الوقت الموفر استنادًا إلى الفرق بين السرعة الأولية والسرعة الأعلى.

## عواقب عند القيادة
السائقون الذين قللوا من الوقت المُوفر عند الزيادة من سرعة منخفضة أو بالغوا في تقدير الوقت الضائع عند التناقص من السرعة العالية، بالغوا في تقدير السرعة المطلوبة للوصول في وقت محدد واختاروا سرعات عالية لا داعي لها، وأحيانًا تتجاوز حد السرعة المحدد. وبالمثل، فإن السائقين الذين بالغوا في تقدير الوقت الموفر عند زيادة السرعة العالية قللوا من السرعة المطلوبة للوصول في الوقت المحدد واختاروا السرعات المنخفضة.

## عواقب في المجالات الأخرى
لا يقتصر انحياز توفير الوقت على القيادة، حيث تظهر نفس التقديرات الخاطئة عندما يُطلب من الناس تقدير الوقت المُوفر أثناء انتظار المرضى عند إضافة المزيد من الأطباء إلى مركز الرعاية الصحية أو عند تقدير زيادة إنتاجية خط التصنيع عن طريق إضافة المزيد من العمال.